# Hexatoma (Eriocera) madagascariensis
Hexatoma (Eriocera) madagascariensis is een tweevleugelige uit de familie steltmuggen (Limoniidae). De soort komt voor in het Afrotropisch gebied.